# 三宝礼
三宝礼（さんぼうらい）とは遵式浄土懺願儀から採った偈文（げもん）である。一節ごとに上礼を伴う。

## 偈文
- 一心敬礼十方法界常住仏（いっしんきょうらいじっぽうほうかいじょうじゅうぶー）
- 一心敬礼十方法界常住法（いっしんきょうらいじっぽうほうかいじょうじゅうほう）
- 一心敬礼十方法界常住僧（いっしんきょうらいじっぽうほうかいじょうじゅうそう）

## 偈文の訳（和文）
- 一心に敬って十方法界に常住する仏を礼したてまつる
- 一心に敬って十方法界に常住する法を礼したてまつる
- 一心に敬って十方法界に常住する僧を礼したてまつる